# Goodbaby

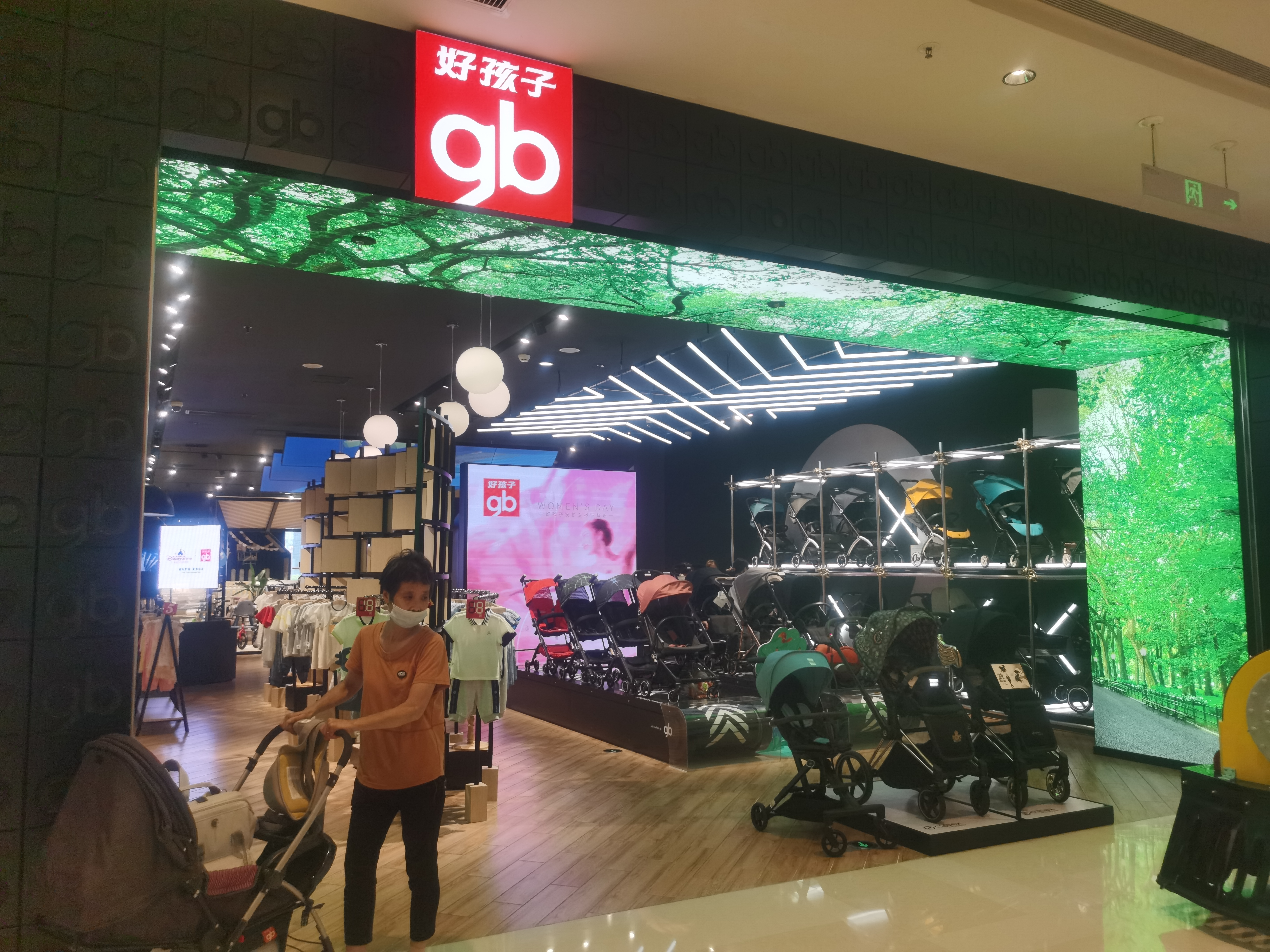
Goodbaby-Filiale in Suzhou

Goodbaby ist ein chinesischer Hersteller von Kinder- und Babyartikeln mit Sitz in Kunshan. Das Unternehmen  hat mehr als 12.000 Angestellte.

## Geschichte
Goodbaby wurde 1989 von Zhenghuan Song gegründet und ist derzeit einer der größten Hersteller von Kinder- und Babyartikeln. Vier Jahre nach Markteinführung war Goodbaby die meistverkaufte Marke auf dem chinesischen Markt. 1996 verkaufte das Unternehmen seine Produkte auch auf dem amerikanischen Markt, 2002 in Großbritannien. 2014 erwarb Goodbaby die Firma Cybex, die vor allem Kindersitze und Kinderwagen produziert.

## Produkte
Das Unternehmen produziert und vertreibt Kinder- und Babyartikel, insbesondere Kindersitze, Kinderwagen, Kinderstühle, Betten, Laufställe, Kinderspielzeug und Fahrräder.